# Betula costata
Betula costata là một loài thực vật có hoa trong họ Betulaceae. Loài này được Trautv. mô tả khoa học đầu tiên năm 1859.